# هماوردی آرسنال و منچستر یونایتد
هماوردی آرسنال و منچستر یونایتد یکی از رقابت‌های مهم فوتبال در انگلیس است. منچستر یونایتد با ۶۶ جام پرافتخارترین تیم تاریخ انگلستان است و آرسنال با ۴۶ جام معتبر سومین تیم پرافتخار انگلستان می‌باشد.

## افتخارات منچستر یونایتد و آرسنال
| منچستر          | رقابت                     | آرسنال |
| --------------- | ------------------------- | ------ |
| داخلی           |                           |        |
| ۲۰              | لیگ برتر                  | ۱۳     |
| ۱۲              | جام حذفی                  | ۱۴     |
| ۲۱              | سوپر کاپ انگلستان         | ۱۶     |
| ۵               | جام اتحادیه               | ۲      |
| ۵۸              | مجموع                     | ۴۵     |
| اروپایی و جهانی |                           |        |
| ۳               | لیگ قهرمانان اروپا        | ۰      |
| ۱               | لیگ اروپا                 | ۰      |
| ۱               | جام برندگان جام اروپا     | ۱      |
| ۱               | سوپر جام اروپا            | ۰      |
| ۱               | جام بین قاره‌ای            | ۰      |
| ۱               | جام باشگاه‌های فوتبال جهان | ۰      |
| ۸               | مجموع                     | ۱      |
| ۶۶              | مجموع جام‌ها               | ۴۶     |

آخرین بروز رسانی: ۷ ژانویه ۲۰۲۱
**جام‌های دسته دوم یا فول ممبرکاپ و جام قرن انگلستان و اینترنشنال چمپیونزکاپ جزو جام‌های رسمی احتساب نمی‌شوند**

## آمار
آخرین به روزرسانی: ۲ نوامبر ۲۰۲۰
| برد منچستر یونایتد | تساوی | برد آرسنال |
| ------------------ | ----- | ---------- |
| ۹۸                 | ۵۳    | ۸۵         |